# Simon Newcomb

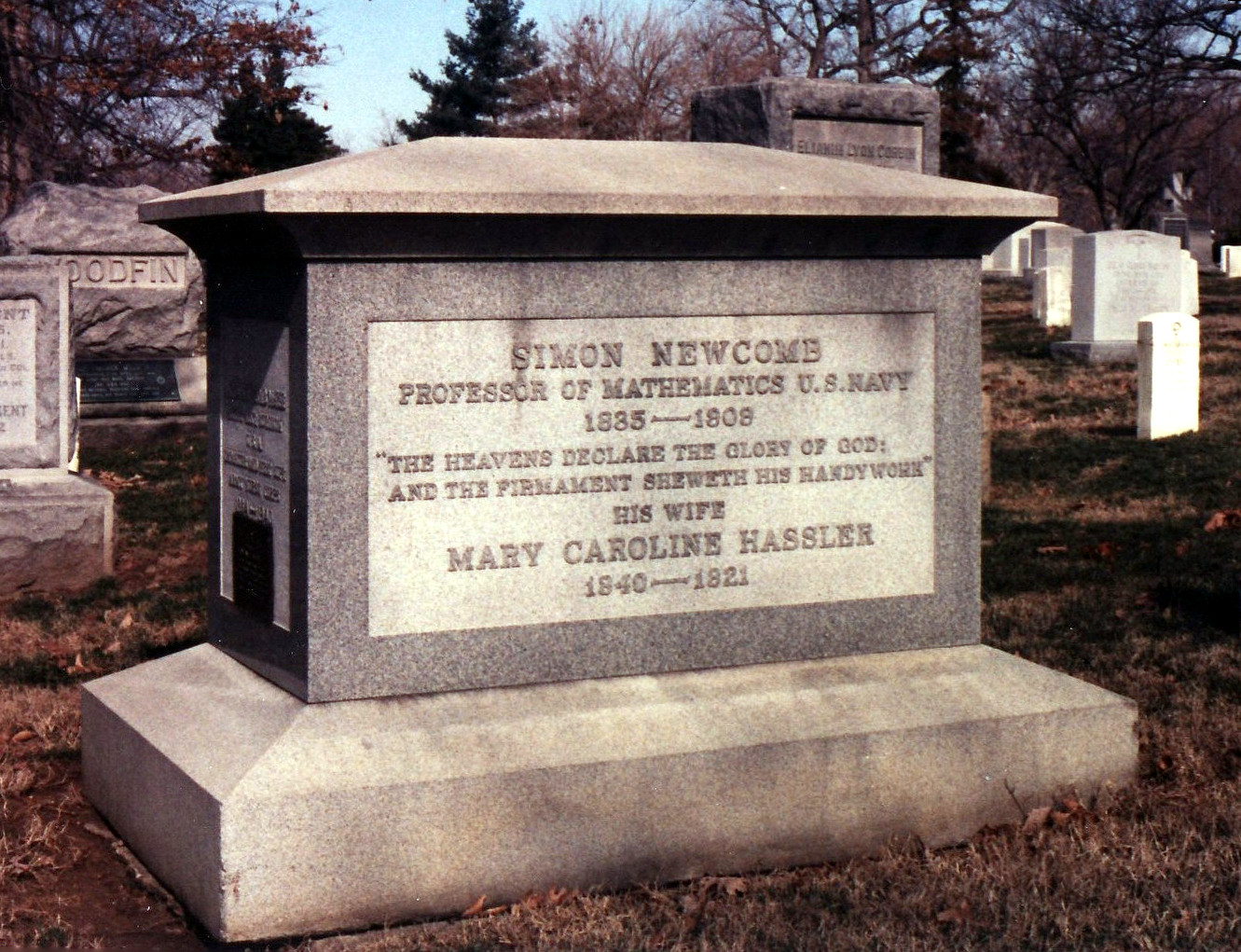
Grób Simona Newcomba na Cmentarzu Narodowym w Arlington

Simon Newcomb (ur. 12 marca 1835 w Wallace w Kanadzie, zm. 11 lipca 1909 w Waszyngtonie) – kanadyjski astronom i matematyk, autor efemeryd. Laureat Medalu Copleya.

## Życiorys
Był synem Johna Burtona Newcomba, który pracował jako nauczyciel w różnych częściach Kanady (m.in w Nowej Szkocji i na Wyspie Księcia Edwarda). Częste podróże spowodowały, że jedyną formą edukacji Simona Newcomba były lekcje udzielane przez ojca.
Jako 19-latek przyjechał do Stanów Zjednoczonych, gdzie samodzielnie kształcił się w wyższej matematyce i astronomii. W 1857 roku został zatrudniony w Nautical Almanac Office w Cambridge. Jego zadaniem było przygotowanie tablic astronomicznych, używanych do celów nawigacyjnych. Równocześnie studiował na Uniwersytecie Harvarda, gdzie w 1858 roku zdobył stopień BS.
W 1861 roku podjął pracę jako astronom i profesor matematyki w United States Naval Observatory w Waszyngtonie. W latach 1884–1893 pracował na Uniwersytecie Johnsa Hopkinsa. W 1881 roku jako pierwszy zaobserwował charakterystyczny rozkład prawdopodobieństwa, nazwany później rozkładem Benforda.
Seria prac Newcomba została opublikowana w Astronomical Papers Prepared for the Use of the American Ephemeris and Nautical Almanac. Łącznie dzieło to obejmuje 36 prac, które zostały zamieszczone na ok. 4500 stronach, w pierwszych 9 tomach. Newcomb był samodzielnym autorem lub głównym autorem 25 spośród tych prac. Zamieścił w nich m.in. tabele dotyczące Słońca, Merkurego, Wenus, Marsa, Urana i Neptuna. Opisywane prace zawierają również tabele dotyczące Jowisza i Saturna, przygotowane przez amerykańskiego astronoma G.W. Hilla.
Najważniejszym osiągnięciem Newcomba było wprowadzenie jednolitego systemu stałych astronomicznych. Prace w tym zakresie prowadził wspólnie z A.M.W. Downingiem, dyrektorem brytyjskiej filii rocznika astronomicznego. Przyjęte przez nich rozwiązania przetrwały i nadal są rozwijane.
Był członkiem zagranicznym Królewskiej Holenderskiej Akademii Sztuk i Nauk.

## Nagrody i wyróżnienia
- Złoty Medal Królewskiego Towarzystwa Astronomicznego (1874)
- Bruce Medal (1898)
- Pour le Mérite za Naukę i Sztukę[4].

## Upamiętnienie
Jego imieniem nazwana została planetoida (855) Newcombia oraz krater Newcomb na Księżycu.